# Katastervermessung
Bei einer Katastervermessung werden Flurstücksgrenzen überprüft und festgelegt, neue Flurstücke gebildet, Gebäude eingemessen oder Nutzungsgrenzen erfasst. In Deutschland gibt es wie in anderen europäischen Ländern ein Liegenschaftskataster, das sämtliche Flurstücke enthält. Ein Grundstück ist hierbei über das Grundbuch definiert und kann aus mehreren Flurstücken bestehen. Katastervermessungen sind hoheitliche Vermessungen, die je nach Bundesland nur von Katasterbehörden (Vermessungsämter), Öffentlich bestellten Vermessungsingenieuren und von Flurbereinigungsbehörden sowie anderen Vermessungstellen durchgeführt werden dürfen.

## Einteilung der Katastervermessungen
In Deutschland gibt es verschiedene Möglichkeiten Katastervermessungen einzuteilen. Nach dem Anlass der Vermessungen werden Katastervermessungen unterschieden in Ur-, Neu- und Fortführungsvermessungen:
- Urvermessungen dienen zur erstmaligen Einrichtung des Katasters. Grundstücksgrenzen werden erstmals festgelegt. Urvermessungen wurden in Deutschland erstmals Anfang des 19. Jahrhunderts, aber auch noch zum Teil im 20. Jahrhundert durchgeführt. Auch bei Flurbereinigungen und bezüglich der Festlegung von neuen Grenzen im Rahmen einer Teilungsvermessung liegen Urvermessungen vor.
- Neuvermessungen dienen der erneuten Vermessung mehrerer Flurstücke oder eines größeren Gebietes. Sie dienen der Erneuerung des Katasters.
- Fortführungsvermessungen sind Vermessungen zur Fortführung des Katasters. Hierzu gehören hauptsächlich Teilungsvermessungen, aber auch z. B. Gebäudeeinmessungen zur Aufmessung des vorhandenen Gebäudebestandes, mit dem dann in die Liegenschaftskarte vervollständigt wird.

Man kann Katastervermessungen auch nach den Gegenständen der Vermessungen einteilen. So werden bei Katastervermessungen nicht nur Grundstücksgrenzen und Gebäude erfasst, sondern auch Nutzungs- und Schätzungsgrenzen, aber auch topographische Gegebenheiten.
Damit eine Vermessung von Flurstücksgrenzen in das Liegenschaftskataster eingetragen werden kann, ist die Beurkundung der Messungsanerkenntnis erforderlich.

## Die Katastervermessung technisch
Im Regelfall ist hierbei nur die zweidimensionale Lage der Situation von Belang, während die Höhe im Kataster nicht dargestellt wird. Nach den heutigen Verwaltungsvorschriften wird angestrebt, ein Koordinatenkataster zu realisieren.
Die wichtigsten Methoden zur Einmessung von Grenzpunkten, Gebäudepunkten, Nutzungsartengrenzen usw. sind:
- die Polaraufnahme (Richtung und Distanz), die mit Hilfe von elektronischen Tachymetern (Totalstationen) durchgeführt wird.
  - Ausgehend von einem bereits bestimmten Vermessungspunkt als Standpunkt und der Bestimmung der Orientierung des Teilkreises durch Messung zu weiteren bereits bestimmten Vermessungspunkten werden die Neupunkte polar abgesteckt und/oder aufgemessen.
  - Oder es wird ein freier Polygonzug gemessen, von dessen Knickpunkten aus die aufzunehmenden Punkte polar eingemessen werden. Wenn ein Anschluss an das staatliche Festpunktfeld verlangt wird, misst man dessen Punkte mit auf und transformiert die berechneten örtlichen Koordinaten mittels einer Helmert-Transformation in das Landessystem (übergeordnete Landeskoordinaten). Eine weitere Möglichkeit, Landeskoordinaten zu bestimmen, bietet auch die Ausgleichungsrechnung (vgl. Koordinatenkataster)
  - Durch freie Stationierung bestimmt man die Position des Instrumentenstandpunktes (Stativ) durch Messung zu bekannten oder übergeordneten Vermessungspunkten. Anschließend werden die Neupunkte von dem nun bekannten Standpunkt polar abgesteckt und/oder aufgemessen.
  - Spannmaße (Sperrmaße) zwischen Einzelpunkten (mit Messband oder kleinem EDM-Gerät) dienen dabei als Kontrolle der eigentlichen Aufmessung.
- Die Punktbestimmung durch GPS-Messung (z. B. Echtzeitkinematik, SAPOS) wird meist zur Aufmessung des übergeordneten Vermessungspunktfeldes verwendet, an das dann die Katastervermessungen angeschlossen werden.
- Die früher häufige Punktbestimmung mittels Orthogonalverfahren (Messung rechtwinkliger Abstände auf eine Messungslinie) oder das Einbindeverfahren (eine Hausseite wird in die Grenze verlängert und der Schnitt angemessen) hat durch den Einsatz moderner elektronischer Tachymeter, durch GPS-Messung und die Schaffung des modernen Koordinatenkatasters an Bedeutung verloren, wird aber nie ganz wegfallen können.

### Historische Messverfahren
- Eine historische Methode zur Aufmessung von Grenz-, Gebäude- und anderen Punkten ist das Orthogonalverfahren mit einem Winkelprisma bzw. einer Kreuzscheibe und Messlatten, Messkette oder Messband sowie Fluchtstäben. Im hügeligen Gelände wurde die Staffelmessung eingesetzt, bei manchen Operaten auch der Messtisch. Einsatz findet die Orthogonalmethode immer noch zur Darstellung der Messergebnisse im Fortführungsriss, um eine Gegenüberstellung zu den früher ermittelten Maßen gewährleisten zu können. Die Messergebnisse beruhen häufig jedoch aus umgerechneten Polardaten. Dieses muss im Fortführungsriss dokumentiert sein.
- Von der Antike bis zur frühen Neuzeit waren Messketten aus Metall das wichtigste Mittel zur Messung von Strecken und damit auch zur Punktbestimmung.

## Beachte
- Unterschied zwischen Flurstücksgrenze, Grundstücksgrenze und Grenze
- Unterschied zwischen Flurstück und Grundstück
- Verbindung zwischen Liegenschaftskataster, Kataster und Grundbuch